# Gehenhammer
Gehenhammer ist ein Ortsteil der Gemeinde Georgenberg im Bezirk Oberpfalz im Landkreis Neustadt an der Waldnaab.

## Geographische Lage
Der Weiler Gehenhammer liegt ungefähr 1700 m nördlich von Georgenberg an der Staatsstraße 2154 und am Zusammenfluss des Drachselbächls und des Feiselbachs.

## Geschichte
In Gehenhammer bestand im 13. und 14. Jahrhundert ein Eisenhammer, der vom Wasser des Drachselbächls, einem rechten Zufluss zum Zottbach, betrieben wurde. Er wurde als Hammer zu Gern 1352 urkundlich genannt. Er wird auch 1387 in der Oberpfälzer Hammereinigung genannt. Während der Hussitenkriege wurde er zerstört und danach nicht wieder aufgebaut. Erst 1570 ließ die Waldthurner Herrschaft, derer von Wirsberg ein „Unterthan Häußl“, in Gernhammer erbauen. 1731 ist als ein „Lorenz Röber  ufm Gehenhammer“ nachgewiesen, eventuell ein Vorfahr der heutigen Eigentümer. Nachkommen dieses Lorenz Röber haben an Stelle der jetzigen Mühle eine Schneid- und Sägemühle errichtet, die nun vom Feiselbach betrieben wurde. 1834 wurde diese in eine Mahlmühle umgebaut. Anton Reber baute in den Jahren 1936 und 1937 die Mühle eigenhändig um, diese war bis zum 1. September 1969 in Betrieb.

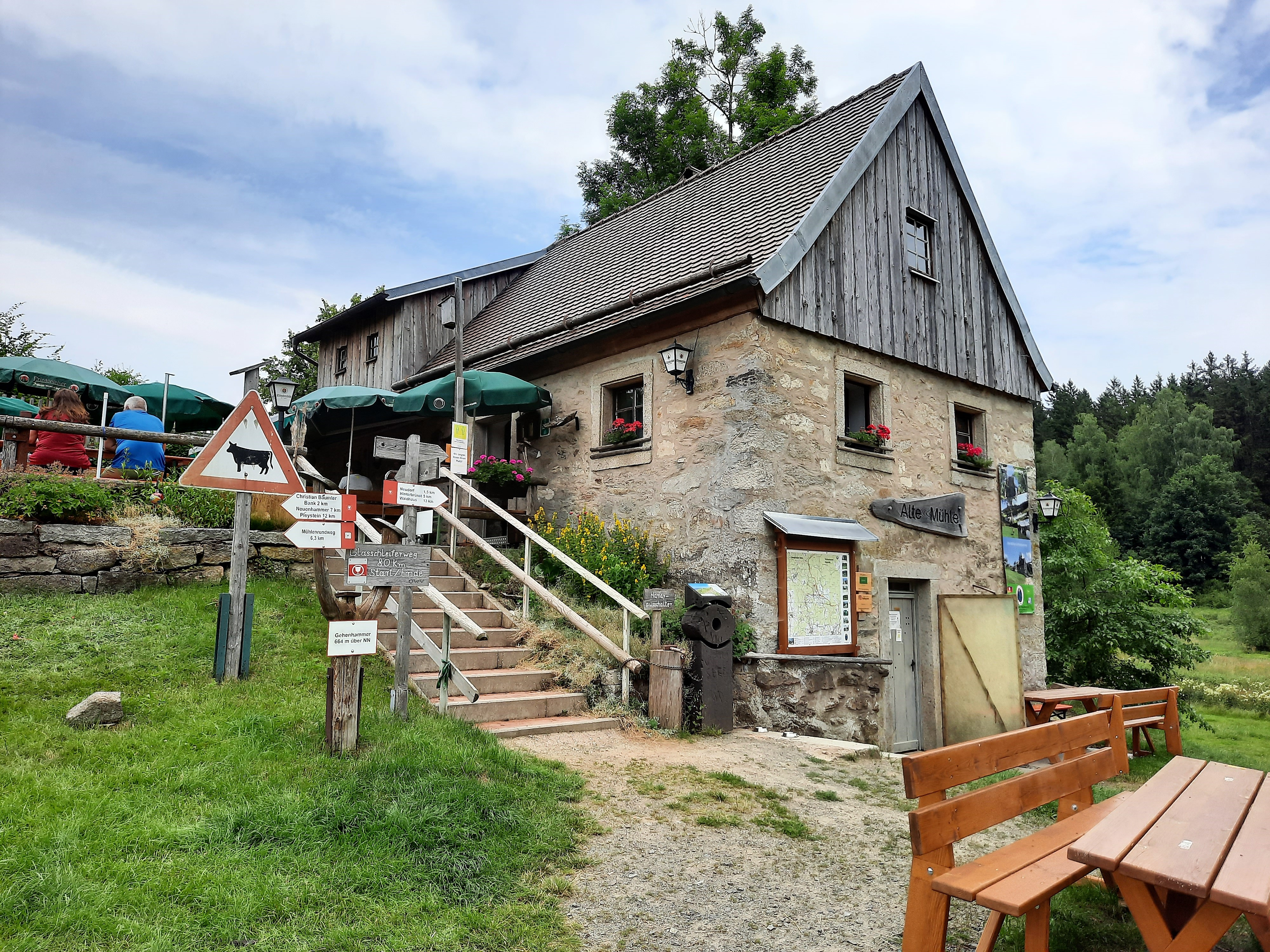
Alte Mühle Gehenhammer (2021)

Heute befindet sich hier eine Mühle, die als denkmalgeschütztes Baudenkmal von Gehenhammer verzeichnet wird („Mühle, zweigeschossiger Steildachbau, Bruchstein mit Granitrahmungen, Portal bez. 1834; mit betriebsfähigem Mühlenwerk und hölzernem, oberschlächtigem Wasserrad, 19./20. Jh.“). In dem Haus ist das Ausflugslokal „Alte Mühle Gehenhammer“ untergebracht. Die Mühle befindet sich am sog. Glasschleifererweg (Etappe 1: Gehenhammer – Pleystein).